# آد فان دن هوک
آد فان دن هوک (هلندی: Aad van den Hoek؛ زادهٔ ۱۴ اکتبر ۱۹۵۱) دوچرخه‌سوار اهل هلند است.